# یوشیتاکا اوهاشی
یوشیتاکا اوهاشی (انگلیسی: Yoshitaka Ohashi؛ زادهٔ ۱ ژوئیهٔ ۱۹۸۳) بازیکن فوتبال اهل ژاپن است.